# Sucha (województwo małopolskie)
Sucha – wieś w Polsce położona w województwie małopolskim, w powiecie olkuskim, w gminie Trzyciąż.
W latach 1975–1998 miejscowość położona była w województwie krakowskim.
W miejscowości znajduje się szkoła podstawowa oraz remiza ochotniczej straży pożarnej.